# 萨汉普尔
萨汉普尔（Sahanpur），是印度北方邦Bijnor县的一个城镇。总人口18349（2001年）。

## 人口
该地2001年总人口18349人，其中男性9556人，女性8793人；0—6岁人口3785人，其中男1916人，女1869人；识字率37.03%，其中男性为41.89%，女性为31.74%。